# Dactylorhiza beckeriana
Dactylorhiza beckeriana là một loài thực vật có hoa trong họ Lan. Loài này được (Höppner) Soó mô tả khoa học đầu tiên năm 1962.